# Jordan EJ10
El Jordan EJ10, y una versión actualizada, el EJ10B, fue el coche con el que compitió el equipo Jordan en la temporada 2000 de Fórmula 1.
El número de chasis se cambió de su formato tradicional de (por ejemplo) Jordan 199 para 1999 a EJ10 para celebrar la décima temporada del equipo en la Fórmula 1 con Eddie Jordan.

## Descripción general
Después de que su exitosa campaña de 1999 terminara con un tercer puesto en el campeonato de constructores, el año 2000 fue visto como una gran decepción. Aunque el coche mostraba destellos prometedores y normalmente competía por los honores de "mejor del resto" después de los equipos dominantes Ferrari y McLaren, el coche resultó decepcionantemente poco fiable, acabando sólo 15 veces de 34 posibles. Al final, el equipo cayó al sexto lugar en la general del campeonato de constructores con sólo 17 puntos anotados. Los puntos destacados fueron los dos podios de Heinz-Harald Frentzen en Interlagos e Indianápolis y sus tres posiciones de salida en primera fila. Además de los problemas de fiabilidad del EJ10, también se perdieron varios puntos debido a incidentes, incluido el accidente de Frentzen en las últimas horas desde el segundo puesto en Montecarlo, y la eliminación de ambos coches en un choque de seis coches en la primera vuelta en Monza.
Durante el transcurso de la temporada, el equipo anunció un acuerdo de motor Honda para 2001, lo que lo puso en competencia directa con BAR. El diseñador del coche, Mike Gascoyne, también recibió una licencia de jardinería durante la temporada después de que expresara su deseo de unirse a Benetton el año siguiente.
Jordan utilizó logotipos de 'Benson & Hedges', excepto en los Grandes Premios de Gran Bretaña, Francia y Estados Unidos. En los países donde no se permitía la publicidad de productos de tabaco, el texto de Benson & Hedges fue reemplazado por "Buzzin Hornets".
Más tarde, Eddie Jordan comercializó una bebida llamada EJ-10.

## Resultados
(Clave) (negrita indica pole position) (cursiva indica vuelta rápida)

| Año     | Motor           | Neu. | N.º | Pilotos               | 1   | 2   | 3   | 4   | 5   | 6   | 7   | 8   | 9   | 10  | 11  | 12  | 13  | 14  | 15  | 16  | 17  | Puntos | Pos. |
| ------- | --------------- | ---- | --- | --------------------- | --- | --- | --- | --- | --- | --- | --- | --- | --- | --- | --- | --- | --- | --- | --- | --- | --- | ------ | ---- |
| 2000    | Mugen-Honda V10 | B    |     |                       | AUS | BRA | SMR | GBR | ESP | EUR | MON | CAN | FRA | AUT | GER | HUN | BEL | ITA | USA | JPN | MYS | 17     | 6.º  |
| 2000    | Mugen-Honda V10 | B    | 5   | Heinz-Harald Frentzen | Ret | 3   | Ret | 17  | 6   | Ret | 10  | Ret | 7   | Ret | Ret | 6   | 6   | Ret | 3   | Ret | Ret | 17     | 6.º  |
| 2000    | Mugen-Honda V10 | B    | 6   | Jarno Trulli          | Ret | 4   | 15  | 6   | 12  | Ret | Ret | 6   | 6   | Ret | 9   | 7   | Ret | Ret | Ret | 13  | 12  | 17     | 6.º  |
| Fuente: |                 |      |     |                       |     |     |     |     |     |     |     |     |     |     |     |     |     |     |     |     |     |        |      |